# 安田橋
安田橋（やすだばし）は、新潟県五泉市 - 阿賀野市の阿賀野川に架かる新潟県道41号白根安田線の橋長901 m（メートル）の桁橋。

## 概要
径間割は架設地点での計画高水流量が13 000 m3/sあり径間長は70 m以上となるが、河川管理施設等構造令の特例を適用し、低水路部を75 m・100 m、高水路部を61.5 m、57 mとし、河積阻害率を小さくすると共に施工が困難な低水路部の橋脚を減らすことにより工費削減を狙った。
架設地点は安田だしと呼ばれる強風にさらされる地点となり、歩行者や自転車の通行に支障することから上流側に高欄を利用した防風フェンスが設置された。
安田橋は歩道部のブロッキング舗装に五泉市の花であるチューリップと安田町の花であるツツジを掘った安田瓦のブロックを敷き詰めた。下流側の高欄は阿賀野川のアユを象ったパネルを設置し、親柱は安田産のさくら御影石を用いて安田側には鬼瓦をデザインしたモニュメントを設置し、五泉側はチューリップと牡丹を掘った。
- 形式 - PC2径間連続等断面箱桁橋+6径間連続変断面箱桁橋+4径間連続等断面箱桁橋
- 橋格 - 1等橋 (TL-20)
- 道路規格 - 第3種第2級
- 橋長 - 901.000 m
  - 支間割 - (2×61.500 m) + (75.000 m + 4×100.000 m + 75.000 m) + (4×57.000 m)
- 幅員
  - 総幅員 - 12.000 m
  - 有効幅員 - 11.000 m
  - 車道 - 8.500 m
  - 歩道 - 2.500 m
- 橋台 - 逆T式橋台（場所打ちコンクリート杭基礎）
- 橋脚 - 壁式橋脚（場所打ちコンクリート杭基礎、P1, P2, P8 - P11 ）、円柱式橋脚（井筒基礎、P3 - P7 ）
- 架設工法 - カンチレバー工法（低水路部）、ステージング工法（高水路部）

## 歴史
1915年（大正4年）5月3日に木造方丈橋の初代安田橋が開通する。補修を重ね、1928年（昭和3年）10月には全部を改築した橋長218.4 m、幅員3.5 mの木造板橋となるが、1944年（昭和19年）に流失する。
1949年（昭和24年）に幅員4 mの木橋の2代目安田橋が完成するが、これも1956年（昭和31年）7月に一部流失してしまう。
このため、下流側に災害復旧工事と橋梁掛替工事の合併により1958年（昭和33）年に着手し、1964年（昭和39年）8月20日に永久橋として3代目安田橋が供用した。
その後、度重なる洪水によって澪筋の変化や河床の洗堀により、橋脚基礎の洗堀が深刻であった。また、急激な大型車交通量の増加により橋面や支承などが損傷し、日交通量1万台を超えるにもかかわらず車道幅員が狭く、歩道も設置されていないため交通渋滞や歩行者・自転車の交通が困難であった。更に安田インターチェンジへのアクセス路となることや、安田工業団地の新設によりさらなる交通量の増加が見込まれること、老朽化が深刻であったことから架替が決まり、1986年度（昭和61年度）に建設省補助事業として新潟県を事業主体とする架替事業が事業化された。新橋は旧橋の上流側に架設することとして、1989年度（平成元年度）に下部工着手、1992年度（平成4年度）に上部工着手し、1995年（平成7年）10月26日に4代目安田橋が供用した。

### 3代目安田橋の概要
- 形式 - 3径間ポストテンションPC単純桁橋+鋼下路単径間単純プラットトラス橋+20径間ポストテンションPC単純桁橋
- 橋格 - 1等橋 (TL-20)
- 橋長 - 894.500 m
  - 径間割 - 3×35.800 m + 70.000 m + 16×35.800 m
  - 最大支間長 - 69.000 m
- 幅員
  - 総幅員 - 6.600 m
  - 有効幅員 - 6.000 m
  - 車道 - 6.000 m
  - 歩道 - なし
- 総鋼重 - 155.933 t（鋼橋部のみ）
- 橋脚・橋台 - 鉄筋コンクリート
- 基礎 - 井筒基礎（橋脚）・杭打堀込基礎
- 施工 - 櫻田機械工業・ピーエスコンクリート・オリエンタルコンクリート（上部工）・加賀田組（下部工）